# Tom Arthurs

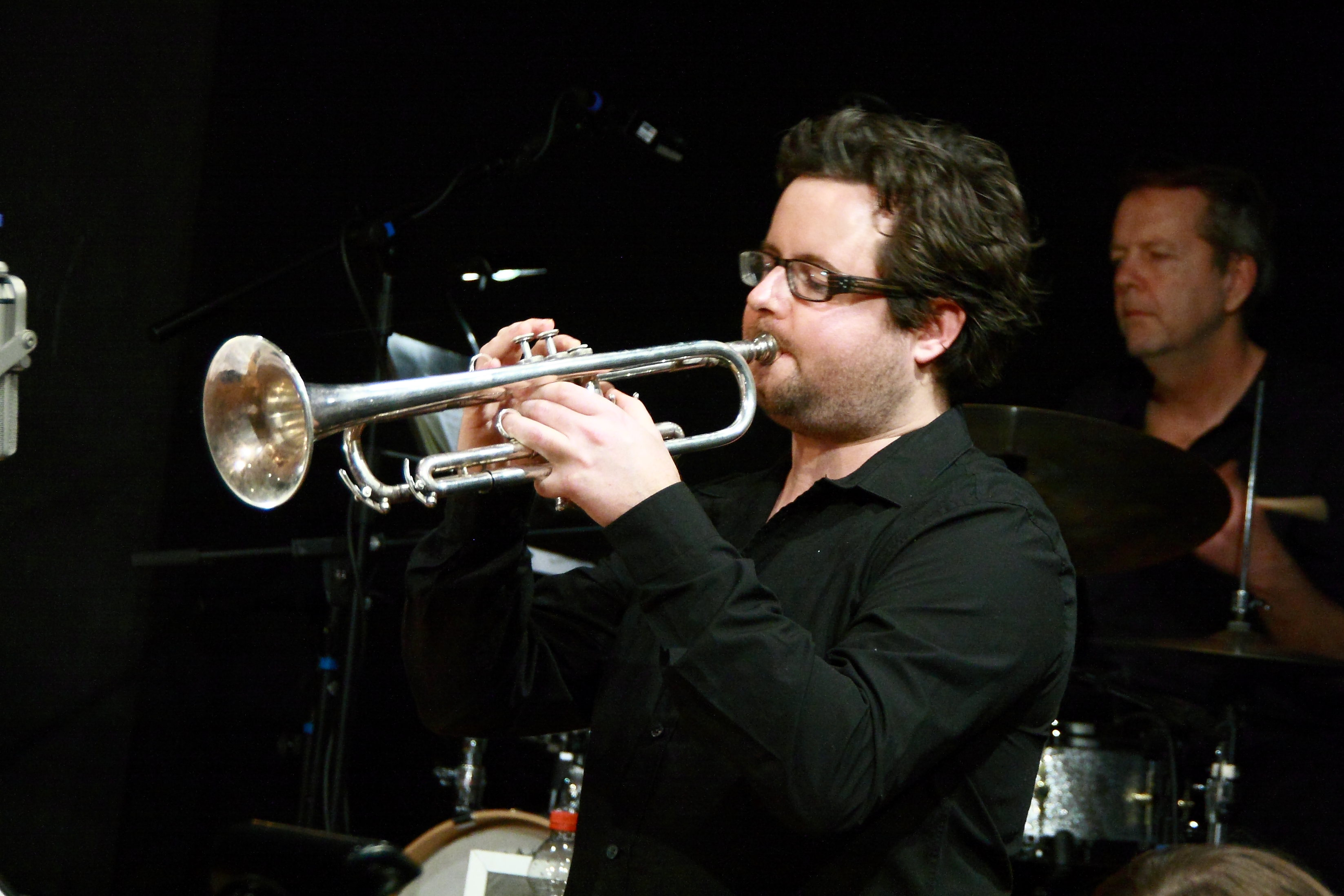
Tom Arthurs und Tom Rainey (rechts) mit dem Ingrid Laubrock Octet im Kult, Niederstetten, 2011

Tom Arthurs (* 18. Juli 1980 in Northamptonshire, England) ist ein britischer Jazzmusiker (Trompete, Flügelhorn, Komposition).

## Leben und Wirken
Arthurs studierte an der City University, wo er den Bachelor erwarb; daneben arbeitete er in der Londoern Jazz- und Improvisationsszene, u. a. im F-IRE Collective (Fellowship for Integrated Rhythmic Expression) sowie den Formationen Jade Fox, Timeline und Robert Mitchell’s Panacea, außerdem mit Pete Wareham, Evan Dawson, Jo Thomas, Barak Schmool, Chartwell Dutiro und Pete Lockett, Kenny Wheeler, Norma Winstone, Bosco De Oliveira, Omar Puente und der Salsaband Merengada. Arthurs setzte seine Studien in den 2000er-Jahren u. a. bei Dave Douglas und Joe Lovano. 2004 arbeitete er
dem Schlagzeuger Joe Sorbara; weitere Bandprojekte sind Thirsty Ears und das Quintett Centripede, dessen Debütalbum Athurs’ Kompositionen enthält. Im Bereich des Jazz war er zwischen 2004 und 2014 an neun Aufnahmesessions beteiligt, u. a. mit Ingrid Laubrock (Zürich Concert, Intakt, 2011) und Julia Hülsmann (In Full View, ECM, 2012 und A Clear Midnight: Kurt Weill and America, ECM, 2014). 2009 erhielt er den RPS Composition Prize der Royal Philharmonic Society. 2018 übernahm er, als Nachfolger von Valérie Portmann, die Leitung der Jazz-Abteilung an der Hochschule der Künste Bern.

## Diskographische Hinweise
- Tom Arthurs/Bruce McKinnon/Joe Sorbara: Squash Recipe (Babel, 2004)
- Tom Arthurs/Richard Fairhurst: Mesmer (Babel, 2008)
- Tom Arthurs/Richard Fairhurst: Postcards from Pushkin (Babel, 2009)
- Marc Schmolling / Tom Arthurs / Almut Kühne: Ticho (Unit Records, 2014)
- Jestern & Tom Arthurs: Cahier de petits coquillages Vol IV/V (Setola di Maiale, 2018)